# Ласкарі Кирило Олександрович
Кирило Олександрович Ласкарі (нар. 17 липня 1936, Ленінград, РРФСР, СРСР — пом. 19 жовтня 2009, Санкт-Петербург, Росія) — російський і радянський артист балету, балетмейстер, письменник; заслужений діяч мистецтв РФ (2002).

## Біографія
Кирило (Кіра) Менакер народився 17 липня 1936 року в Ленінграді, в сім'ї естрадного актора Олександра Семеновича Менакера та балерини Тбіліського оперного театру Ірини Володимирівни Ласкарі (до шлюбу Ліпскерова, 1909—1971). Сім'я розпалася через три роки після його народження, і Кирило з 16-річного віку, з 1952 року, носив прізвище Ласкарі.
У 1957 році закінчив Ленінградське хореографічне училище імені А. Я. Ваганової за класом Олександра Пушкіна.
До 1959 року працював у Кіровському театрі опери та балету, потім протягом двох десятиліть був одним із провідних солістів Малого театру опери та балету. Одночасно займався постановками вистав у цьому театрі (помічник режисера Леоніда Якобсона), а також у Театрі мініатюр Аркадія Райкіна та на телебаченні.
У Ленінградському театрі музичної комедії був хореографом вистав «Знімається кіно» на музику Андрія Ешпая, «Дон Жуан у Севільї» на музику Марка Самойлова, «Життя артиста» на музику Імре Кальмана (також написав лібрето до цієї постановки).
Кирило Ласкарі — один із засновників Ленінградського балету на льоду.
Помер 19 жовтня 2009 року в Санкт-Петербурзі. Похований на Північному цвинтарі.

## Творчість

### Фільмографія
Був постановником фільмів-балетів:
- «Повернення» (на музику Гергія Фіртича) та
- «Сказ про холоп Никишке», музику Марата Камілова (кіно-дебют Михайла Баришнікова).

### Хореограф
- 1961 — Людина-амфібія
- 1970 — Чарівна сила мистецтва
- 1991 — Тінь, або Може бути, все обійдеться
- 1974 — Солом'яний капелюшок
- 1979 — Троє в одному човні, як не рахувати собаки
- 1980 — Тільки в м'юзік холі
- 1982 — Покровські ворота

### Письменник та сценарист
Автор п'єс
- «Надзвичайні пригоди на волзькому пароплаві» (за Олексієм Толстим),
- «Не хочу бути королем»,
- «Помилки молодості»,
- «Труп із Гудзона»,
- «Клятва маркіза де Карабаса»,
- «Яєчня з баклажанами»;
- автор сценарію кінокартини «Фуфло» (1989).

Як письменник-прозаїк дебютував у 1983 році
- повість «Двадцять третій пірует» (за мотивами якої на кіностудії «Ленфільм» було поставлено художній фільм «Міф» (1986); опублікував кілька книг, у тому числі
- «Асценічний синдром» (2000),
- «Імпровізації на тему …» (2003),
- «Помилки молодості» (2005).

## Родина
- Дід — Володимир Ліпскеров[3][4]; бабуся — Іда Ліпскерова (псевдонім Ласкарі, до шлюбу Тамамшева), акторка, знімалася в кіно[3]. Дядько — Володимир Володимирович Ліпскеров, був авіатором, загинув в авіаційній катастрофі[3]. По материнській лінії, К. Ласкарі родич письменника Михайла Ліпскерова.
- Батько — Олександр Семенович Менакер, заслужений артист РРФСР. Мати — Ірина Володимирівна Ласкарі, балерина.
- Брат по батькові — Андрій Миронов, актор театру та кіна, артист естради, народний артист РРФСР.
- Перша дружина — Ніна Ургант, акторка, народна артистка РРФСР.
- Друга дружина — Магуто Ірина Кирилівна, акторка, театральна педагогиня, заслужена артистка Російської Федерації (1992).
  - Син — Кіра Ласкарі (Кирило Ласкарі-молодший) (нар. 1977), копірайтер, сценарист, прозаїк та поет, директор департаменту маркетингу та департаменту промо телеканалу «П'ятниця!» у 2013—2017 роках, генеральний директор телеканалу «СТС Love» з 2017 по 2019 рік[5][6][7][8][9][10].
- Троюрідні брати — Леонід Менакер, режисер, заслужений діяч мистецтв РРФСР (син режисера Ісаака Михайловича Менакера, двоюрідного брата батька балетмейстера — Олександра Менакера); Георгій Юрмін, дитячий письменник.

## Нагороди
- Заслужений діяч мистецтв Росії (2002)
- Орден Дружби (2009)[11]